# Чаплыгин, Николай Петрович
Николай Петрович Чаплыгин (26 ноября [9 декабря] 1905, Воронеж — 4 января 1987, Москва) — советский композитор и дирижёр. Заслуженный деятель искусств РСФСР (1967).

## Биография
Николай Чаплыгин родился 9 декабря (26 ноября по старому стилю) 1905 года в городе Воронеж.
В детстве и юности жил в Моршанске и Тамбове.
В 1920—1925 годах учился в Тамбовском музыкальном училище по классу фортепиано под руководством Соломона Старикова. В 1930 году окончил Московскую консерваторию по классу композиции у профессора Георгия Конюса и Николая Жиляева, в 1931 году — по классу дирижирования у профессора Константина Сараджева.
Участвовал в работе творческой группы «Проколл» («Производственный коллектив студентов-композиторов»). 
В 1932 году вступил в Союз композиторов СССР.
В 1930—1934 и 1939—1941 годах был методистом заведующим музыкальной частью Всесоюзного Дома народного творчества в Москве.
В 1942—1945 годах был художественным руководителем ансамбля песни и пляски Черноморского флота. Провёл более 2 тысяч концертов.
В 1949—1972 годах работал главным редактором центрального музыкального вещания Всесоюзного радио, начальником главного управления художественного вещания, заместителем председателя Гостелерадио СССР.
Умер 4 января 1987 года в Москве. Прах захоронен в закрытом колумбарии Николо-Архангельского кладбища в Балашихе.
Награждён орденами Трудового Красного Знамени, Красной Звезды, Отечественной войны 1-й и 2-й степеней, медалями. Заслуженный деятель искусств РСФСР (1967).
Член КПСС с 1967 года.

## Творчество
Автор оперы «Страна Муравия» по одноимённой поэме Александра Твардовского (1941), оратории «Севастополь» на слова советских поэтов (1946), сюиты «Россия» на слова Александра Прокофьева (1948), симфонии (1940), хоров на слова Михаила Исаковского (1947), пяти пьес (1950), симфониетты для оркестра народных инструментов (1937), произведений для оркестра и хора, песен и романсов, обработок народных песен, музыки к спектаклям, художественным, документальным и научным фильмам. 
Среди песен, написанных Чаплыгиным, — «Песня морской пехоты» и «Севастополь — город славы» на слова Сергея Алымова, «К родным берегам» и «Вперёд, черноморцы» на слова Павла Панченко. 
В 1985 году в 5-м выпуске сборника «Музыка России» были опубликованы воспоминания Чаплыгина «О моряках-черноморцах».

## Семья
Жена — Т. Н. Орлова (1903—1991).